# 陈明甫
陈明甫（?—1274年6月或7月），南宋末期海盗首领，与陈公发割据崖州临川镇（今海南省三亚市），两人自称“三巴大王”（或“三巴陈大王”）。
南宋咸淳三年（1267年），陈明甫和陈公发领导的一支由几十艘海船组成的武装船队，割据崖州临川镇，控制50余个村的税户，获取钱粮。一边从事海外贸易，一边反抗官府。陈明甫和陈公发在鹿回头建房子，自己驾驶双龙头大船，所用衣服、器具都逾越朝廷的礼制，还大肆张贴文榜，自称“三巴大王”（或“三巴陈大王”）。这支海盗武装还与陆地起义军结盟。临川镇距离军城百里。五、六年间，官府不敢过问，官兵也害怕不敢前往。陈明甫和陈公发以临川港为基地，招募广南、福建沿海诸郡居民，到外国从事贸易。这是中国历史上首次大规模民间海外贸易。陈明甫和陈公发领导的海盗武装在广南西路海上抢劫官商货船，严重打击官府的是市舶贸易。
咸淳十年三月十八（1274年4月26日），官兵进攻临川镇，陈明甫、陈公发部作战失利，损失惨重。陈公发在撤退时被官兵擒获。陈明甫率残部逃往占城，继而转往交趾，官兵尾追攻击，终于在南宁军南村远峒俘虏陈明甫。五月（6月6日—7月5日），宋度宗命广南西路帅臣严刑处决俘虏，陈明甫的儿孙和被俘部众都被杀，陈明甫和陈公发则被官府用炮烙、凌迟等残暴酷刑处死。